# Huis Scherpenzeel
Huis Scherpenzeel is een huis in het dorp Scherpenzeel, in de Nederlandse provincie Gelderland. Het maakte tot 1975 deel uit van het Landgoed Scherpenzeel en ligt in het zuiden van de Gelderse Vallei, op de grens met de provincie Utrecht.
In de 14e eeuw stond op de plaats van het huidige Huis Scherpenzeel al een versterkt huis. Dat was eigendom van de familie Van Scherpenzeel. Na 1636 waren respectievelijk de families Westerholt, Van Naamen en Royaards eigenaar.
Halverwege de 19e eeuw kreeg het huis zijn huidige vorm: een niet al te groot, symmetrisch en sierlijk geheel: voor- en achtergevel hebben enkele kolommen, gedekt met tinnen; de zijgevels hebben elk twee trapgevels. 
Het huis, het koetshuis en het poorthuis liggen in een park van circa zes hectare dat in 1859 werd ingericht in de Engelse landschapsstijl door S.A. van Lunteren. In 1898 werd de tuin vernieuwd naar een ontwerp van H.A.C. Poortman en in 1901 en 1909 naar ontwerp van L.A. Springer.
Het huis, de bijgebouwen en het park zijn in 1975 overgedragen aan de gemeente Scherpenzeel. Het omringende landgoed Scherpenzeel bleef in particulier bezit.
Huis Scherpenzeel deed een aantal jaren dienst als gemeentehuis. Op 27 september 2005 verwierf de Stichting Vrienden der Geldersche Kasteelen de buitenplaats in erfpacht. Het omringende Landgoed Scherpenzeel van ca. 1000 hectare bleef in familiebezit.

## Geschiedenis

### 14e – 18e eeuw

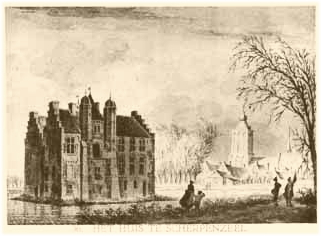
Huis Scherpenzeel in de 18e eeuw

Scherpenzeel, gelegen op de grens van Gelre en het Sticht (Utrecht), was strategisch gezien een belangrijk punt. Tussen de hertog van Gelre en de bisschop van Utrecht waren in die tijd regelmatig strubbelingen. Scherpenzeel was door de eeuwen heen dan weer Utrechts, dan weer Gelders bezit. Sinds 1380 was het een Gelders leen. 
Huis Scherpenzeel is eeuwenlang eigendom van de familie Van Scherpenzeel geweest. In 1652 werd het kasteel aanzienlijk uitgebreid in opdracht van Aleyd, vrouwe van Scherpenzeel en haar echtgenoot. In 1662 vererfde Scherpenzeel op het geslacht Van Westerholt, in 1783 op het geslacht Van Heeckeren. In 1793 werd het ten slotte verkocht aan J.S. van Naamen, waarna het vererfde op de familie Royaards.
In de 18e eeuw werd het kasteel verbouwd tot een landhuis in classicistische stijl.

### 19e eeuw
Ook aan het begin van de 19e eeuw vond weer een verbouwing plaats.
In 1854 werd het landgoed geërfd door Benudina Maria van Naamen van Scherpenzeel, de kleindochter van Johannes Bastianus. Zij trouwde met Herman Royaards. Ze woonden in Utrecht, maar brachten in de zomer veel tijd op Huis Scherpenzeel door. Ze lieten het huis verbouwen door (tuin-)architect S.A. Van Lunteren. De verbouwing van interieur en exterieur van het huis vond plaats in neogotische stijl (de stijl wordt ook wel aangeduid als neotudorstijl).
Het park werd door Van Lunteren ingericht in de Engelse landschapsstijl.
In 1898 erfden zonen Johan en Anton en dochter Wilhelmina elk een deel van de landerijen die tot Huis Scherpenzeel behoren. De jongste zoon Anton Royaards van Scherpenzeel erfde ook het huis zelf. 
De tegenwoordige eigenaren van Landgoed Scherpenzeel zijn allen familie van deze drie Royaardsen.

### 20e eeuw
In 1910 trouwde Anton Royaards met jonkvrouw Margaretha Maria Backer. Hij was toen al enkele jaren burgemeester van Scherpenzeel. Het echtpaar ging permanent op huis Scherpenzeel wonen. Nadat Anton Royaards in 1932 overleed bleven zijn weduwe en dochters er wonen.
Tijdens de Tweede Wereldoorlog werd het huis gevorderd en ernstig beschadigd. Na de oorlog keerde Margaretha Maria Royaards-Backer weer terug, en ze restaureerde huis en bijgebouwen. Ze bleef er wonen tot haar overlijden in 1956. Het huis werd geërfd door haar twee dochters, Th. Ph. Daniels-Royaards en B.M. gravin van den Bosch-Royaards.
In afwachting van een mogelijkheid het huis een duurzame bestemming te geven, verhuurden zij het aan het echtpaar Van Heusden, die er het Instituut Van Heusden vestigden. Het huis kon in deze tijd niet voldoende worden onderhouden.
Met hulp van de toenmalige burgemeester Heij lukte het de eigenaressen in 1975 huis en koetshuis aangewezen te krijgen als rijksmonument. Hierop werd het aan de gemeente geschonken om het te gebruiken als gemeentehuis, en kon het met gemeenschapsgeld grondig worden gerestaureerd. Bij deze ingrijpende restauratie besloot men om het neogotische karakter van het huis anno 1854 te behouden en niet terug te grijpen op oudere bouwperioden.
Het huis met bijgebouwen deed tot 2004 dienst als gemeentehuis van Scherpenzeel. In de kelders van het gebouw was het gemeentelijke archief gehuisvest. Dat is sinds 2004 ondergebracht in Ede: het gemeentearchief Ede en Scherpenzeel.
Sinds 2000 is de gehele buitenplaats Huize Scherpenzeel, dus het ensemble van huis, koetshuis, tuinmanswoning en 6 hectare park, beschermd als rijksmonument.

### 2005:Geldersche Kasteelenkrijgt de buitenplaats
Op 27 september 2005 droeg de gemeente Scherpenzeel het huis Scherpenzeel met bijbehorend park, poortgebouw en koetshuis in erfpacht over aan de Stichting Vrienden der Geldersche Kasteelen. Geldersche Kasteelen heeft op zich genomen het huis Scherpenzeel deels, en het park geheel voor publiek toegankelijk te houden. Huis en koetshuis hebben thans een kantoorbestemming, terwijl het poortgebouw op dit moment een woonbestemming heeft.

## Overig
Er ligt ook een 'Huis Scherpenzeel' bij Wijhe.